# Davide Devenuto
Davide Devenuto (Roma, 15 marzo 1972) è un attore italiano.

## Biografia
Inizia a studiare recitazione nel 1997, frequentando, per tre anni, la scuola di Beatrice Bracco, sotto la cui regia debutta nel 1998 in teatro con la commedia Woody si racconta; successivamente partecipa a dei seminari con Michael Margotta e frequenta dei laboratori con Geraldine Baron, entrambi membri dell'Actor's Studio.
Inizia una lunga gavetta con ruoli secondari al cinema e nelle fiction televisive, e gira cortometraggi, anche come regista. Devenuto conquista la notorietà grazie al ruolo di Andrea Pergolesi, interpretato nella soap opera di Rai 3 Un posto al sole in maniera regolare e continuativa dal 2003 al 2020. Devenuto è stato anche il protagonista nelle prime due stagioni (2006 e 2007) dell'esperimento estivo Un posto al sole d'estate.
Nel 2018 partecipa come concorrente alla seconda edizione del reality culinario Celebrity MasterChef Italia, classificandosi in terza posizione.
Nel 2023 Devenuto è stato nominato Cavaliere dell'Ordine al Merito della Repubblica Italiana dal Presidente Sergio Mattarella "per aver promosso iniziative di solidarietà sociale, anche attraverso la sua immagine pubblica, con progetti di aiuti economici a favore di persone in situazione di disagio". È un riconoscimento dell'attività solidale dell'attore, che nel 2020, nel corso del primo lockdown, ha fondato il "Comitato Lab00" e dato vita al progetto della "Spesa sospesa", un'iniziativa a sostegno delle famiglie economicamente più svantaggiate.

## Vita privata
Dal 2008 è legato sentimentalmente all'attrice e presentatrice napoletana Serena Rossi, da cui ha avuto un figlio. La coppia si è sposata civilmente nel 2024 a Roma

## Teatro
- Woody si racconta, regia di Beatrice Bracco (1998)
- Le relazioni pericolose, regia di Beatrice Bracco (1999)
- Oltre il limite, regia di Beatrice Bracco (2000)

## Filmografia

### Cinema
- Amorestremo, regia di Maria Martinelli (2001)
- Un Aldo qualunque, regia di Dario Migliardi  (2002)
- Nazareno, opera prima di Varo Venturi (2007)
- In Search of Fellini, regia di Taron Lexton (2016)
- Diabolik, regia dei Manetti Bros. (2021)

### Televisione
- La squadra (2002)
- Il maresciallo Rocca 4 - episodio: L'uomo sbagliato, regia di Fabio Jephcott (2003)
- Un posto al sole, registi vari - soap opera (2003-2020)
- Un posto al sole d'estate, soap opera (2006-2007).
- Terapia d'urgenza, regia di Gianpaolo Tescari, Lucio Gaudino e Carmine Elia (2008)
- L'ispettore Coliandro - episodio Mai rubare a casa dei ladri, regia dei Manetti Bros. (2009)
- Ho sposato uno sbirro - episodio: Istinti, regia di Giorgio Capitani (2010)
- 6 passi nel giallo - episodio: Gemelle, regia di Roy Bava (2012)
- Rex - episodio: Ladri d'autore, regia di Manetti Bros. (2015)
- Rocco Schiavone - episodio Prima che il gallo canti, regia di Giulio Manfredonia (2018)
- Rosy Abate - La serie, regia di Giacomo Martelli (seconda stagione) (2019)
- Mina Settembre, regia di Tiziana Aristarco - serie TV (2021-2022)
- Cuori, regia di Riccardo Donna - serie TV, episodio 1x09 (2021)
- Il Santone - #lepiùbellefrasidiOscio, regia di Laura Muscardin - serie TV (2022-2024)[6]
- Call My Agent - Italia, regia di Luca Ribuoli - serie TV, episodio 2x04 (2024)

### Cortometraggi
- La solita cazzata, regia di Ettore D'Alessandro (2000)
- Dimmi la verità, regia di Davide Devenuto (2001)
- Acqua passata, regia di Davide Devenuto (2002)
- Pedro Ximenex: Sei, regia di Giovanni Bufalini (2004)
- Il tempo di morire, regia di Roberto Scarpetti (2005)

## Programmi TV
- Celebrity MasterChef Italia (Sky Uno, 2018) - concorrente